# مینربه
مینربه (به ایتالیایی: Minerbe) یک کومونه در ایتالیا است که در استان ورونا واقع شده‌است. مینربه ۲۹٫۷ کیلومتر مربع مساحت و ۴٬۶۳۰ نفر جمعیت دارد و ۱۶ متر بالاتر از سطح دریا واقع شده‌است.

## خواهرخوانده
شهر شوابنهایم ان در زلتس خواهرخواندهٔ مینربه هست.